# Viktor Abakoumov
Pour les articles homonymes, voir Abakoumov.
Viktor Semionovitch Abakoumov (en russe : Виктор Семёнович Абакýмов) (24 avril 1908 – 18 décembre 1954) est un militaire soviétique. Colonel général, il fut l'un des responsables au plus haut niveau des organes officiels de sécurité soviétique : de 1943 à 1946 à la tête du GUKR (Chef de la Direction du Contre-espionnage) au Commissariat du peuple à la défense de l'URSS, plus connu sous le nom de SMERSH, puis de 1946 à 1951 ministre de la Sécurité d'État ou MGB (ex-NKGB). 
Abakoumov avait la réputation d'un officier impitoyable et brutal, aimant assister, voire participer personnellement aux interrogatoires des accusés, dont les aveux étaient obtenus par la torture.

## Biographie

### De sa naissance à 1943
Abakoumov, né le 24 avril 1908 (11 avril dans le calendrier julien en vigueur à l'époque dans l'Empire russe) à Moscou, rejoint l'organisation de sécurité soviétique en 1932, et commence à travailler au Département de l'Économie (EKO) dans l'un des bureaux du district de Moscou de l'OGPU (ou Guépéou). En 1933, il est transféré au siège de l'OGPU à Moscou, la Loubianka, à la direction de l'Économie (EKU-OGPU).
En 1934, après la réorganisation de l'appareil sécuritaire (l'OGPU étant désormais associé au NKVD en tant que GUGB), Abakoumov commence à travailler à la première section du département de l'Économie (EKO) à la direction principale de la Sécurité d'État du NKVD. Puis, à partir du 1er août 1934, il est transféré à la direction des camps et colonies de travail, plus connue sous le nom de Goulag, où il travaille jusqu'en 1937, principalement comme officier en opération à la troisième section du département de Sécurité du Goulag au NKVD. En avril 1937, Abakoumov est déplacé au quatrième bureau (OO) du GUGB du NKVD, où il sert jusqu'en mars 1938. Après la nouvelle réorganisation des structures du NKVD en mars 1938, il devient l'assistant du responsable du quatrième bureau de la première direction du NKVD, et là, du 29 septembre au 1er novembre 1938, il est l'assistant de Piotr Fedotov (en) à la tête du deuxième bureau (Affaires politiques secrètes – ou SPO) du GUGB du NKVD. Puis, à la fin de 1938, il travaille en tant que chef de l'un des bureaux, toujours au SPO.
À la fin décembre 1938, Abakoumov est déplacé de Moscou à Rostov, où il devient rapidement le chef du NKVD de l'oblast de Rostov (cinquième oblast la plus peuplée de Russie). Il revient à la direction de Moscou le 12 février 1941 en tant que major principal de la Sécurité d'État, et après une nouvelle réorganisation du NKGB, il devint l'un des porte-paroles de Lavrenti Beria qui est alors commissaire au Peuple pour les Affaires intérieures (chef du NKVD). Le 19 juillet 1941, il prend la tête du bureau spécial (OO) du NKVD, responsable du Contre-espionnage et de la Sécurité intérieure au RKKA (Armée rouge). Après l'invasion de l'Union soviétique par l'Allemagne nazie, en juin 1941, et la série de défaites enregistrées par l'Armée rouge, cette position lui permet de mener, sur ordre de Staline, les purges contre les généraux de l'Armée rouge, accusés de trahison ou de lâcheté. Abakoumov a ainsi survécu aux Grandes Purges — en y participant ; il a exécuté chacun des ordres reçus.
Du 19 avril au 20 mai 1943, il est l'un des représentants de Staline, quand celui-ci occupe le poste de commissaire au Peuple pour la Défense de l'URSS.

### 1943-1953: rivalité avec Beria
Sa carrière prend alors un essor croissant. En avril 1943, alors qu'il dirige le contre-espionnage soviétique, il prend la tête du SMERSH dès sa création, avec le rang de commissaire en second de la Sécurité d'État et le titre de vice-commissaire à la Défense. En 1946, Staline le nomme à la tête du ministère pour la Sécurité d'État (MGB). C'est également en 1946 que Viktor Abakoumov préside le procès du général Andreï Vlassov, un officier-général de l'Armée rouge ayant collaboré avec le Troisième Reich. Bien que ce ministère soit sous la supervision théorique de Beria, Staline espère fléchir par cette nomination le pouvoir de ce dernier en le plaçant sous la surveillance d'Abakoumov. Dans ce cadre, Abakoumov est le responsable de la purge de 1948-49, purge connue comme « l'affaire de Leningrad » et qui a conduit à l'exécution de deux membres du Politburo, Nikolaï Voznessenski et Alexeï Kouznetsov.

### Chute
À partir de 4 mai 1946, date de la nomination d'Abakoumov à la tête de la sécurité d'État (MGB) en remplacement de Vsevolod Merkoulov, l'homme de Lavrenti Beria, Staline souhaite réduire le pouvoir de ce dernier. En fait, « dès 1943, des rumeurs circulent sur la méfiance grandissante de Staline à son égard ».
Dans la seconde moitié des années 1940, cette méfiance s'amplifie. Un « complot » ignoré par Beria aurait donné un bon prétexte à Staline pour l'accuser d'incompétence et l'écarter du pouvoir. Il serait alors remplacé par Abakoumov, tandis que ses proches seraient mêlés à l'affaire et ainsi pourraient être éliminés. De fait, Beria se met à redouter « Abakoumov comme la peste ». À partir de la fin 1946, la froideur de Staline pour Beria devient manifeste, et ne tarde pas à « évoluer vers une haine réciproque ». Des proches de Beria, comme son ancienne maitresse Zoia Fiodorova (en décembre 1946 pour cette dernière), sont arrêtés par Abakoumov.
Cependant, à partir de 1947, l'affaiblissement du dictateur devient patent. En 1947, il consacre 136 jours au travail, 73 en 1950, et 45 seulement en 1952. Beria conserve par ailleurs une énorme influence, à la fois à travers ses hommes placés dans les services de sécurité, son alliance avec les principaux membres du politburo et son fief de Géorgie. « En 1945-1946, Abakoumov n'hésite pas à s'attaquer à des proches de Beria et Malenkov pour plaire à Staline ; mais, à partir de 1949, il se montre beaucoup plus réticent, craignant de se mettre à dos ses successeurs potentiels ». Staline, furieux de l’absence de résultat quant aux enquêtes sur les membres du Politburo (et sur Beria en particulier) l'accuse de « servir deux maitres ».
Abakoumov fait ainsi trainer l'enquête contre l'épouse de Molotov, contre le Comité antifasciste juif, ou dans l’affaire qui allait devenir célèbre comme le complot des blouses blanches. À compter de 1950, Staline se méfie de plus en plus d'Abakoumov. En janvier 1950, le dictateur crée un collège directorial au sein du MGB, permettant de desserrer le contrôle d'Abakoumov sur la sécurité d'État. Le MGB perd en février 1950 le contrôle des prisonniers politiques les plus importants.
Au printemps 1950, sur les conseils de Beria, Abakoumov freine l'enquête contre Pavel Soudoplatov. Le 31 décembre 1950, Abakoumov est flanqué de sept adjoints, indice supplémentaire de la méfiance de Staline.
C'est finalement Malenkov qui est la source de la chute d'Abakoumov. Bien que Malenkov et Beria fassent front commun à cette époque avec les autres membres du Politburo contre un retour à la terreur de masse au sein du parti et de la société, qui les menace au premier chef, ils n'en restent pas moins concurrents pour la succession de Staline, laquelle approche manifestement. Le rapprochement évident entre Abakoumov et Beria donne à nouveau à ce dernier un large contrôle sur les organes de sécurité, comme avant la scission entre le NKVD / MVD et le MGB. C'est un avantage que Malenkov ne peut laisser à son allié et rival. Malenkov soutient donc Mikhaïl Rioumine, un employé du MGB (et donc d'Abakoumov) qui fait lui-même l'objet d'une enquête. Pour s'en prémunir, celui-ci envoie en juin 1951 une lettre à Malenkov dénonçant le trucage de l'enquête le concernant. Malenkov voit le profit à tirer de l'évènement et aide Rioumine à rédiger un courrier, envoyé directement à Staline le 2 juillet 1951, dénonçant Abakoumov et sa complicité avec des médecins juifs. D'autres accusations sont portées, comme celle de protéger des espions étrangers. Le 4 juillet, Staline, qui se méfie de plus en plus d'Abakoumov, reçoit personnellement Rioumine. Bien que les enquêteurs affirment « que les accusations de Rioumine ne tiennent pas debout », Abakoumov est arrêté le 12 juillet 1951. C'est un revers indirect pour Beria, qui semble un temps en danger. 
Après le remplacement de son chef par Semion Ignatiev en juillet 1951, le MGB reçoit de nouvelles consignes de sévérité dans les purges internes. Mais comme Staline se méfie désormais du MGB, les procès sont transférés aux tribunaux militaires qui « s'accrochent à toutes sortes de formalités », ralentissant par la même le processus que pensait accélérer Staline. L'affaiblissement du dictateur réduit son contrôle sur les organes de sécurité, et la majorité de l'appareil d'État, inquiet du retour à la grande terreur de l'ère Nikolaï Iejov, freine des quatre fers.
Dans le cas plus spécifique du complot des blouses blanches, cependant, l'implication directe de Staline est trop forte, et l’instruction et le procès sont bouclés en moins d’un an par Ignatiev et Mikhaïl Rioumine. Seule la mort de Staline le 5 mars 1953 permet à l'accusation contre les « blouses blanches » de s'effondrer. Beria, devenu vice-président, fait mettre fin à l'affaire. La Pravda du 4 avril publie un communiqué annonçant que le complot des médecins n'a jamais existé et que ces derniers sont désormais réhabilités. Rioumine est arrêté, jugé et exécuté. 
Abakoumov, quant à lui, n'est pas libéré : exclu du Parti communiste, il est finalement jugé pour son rôle dans l'affaire de Leningrad (l'exécution de deux membres du Politburo, Nikolaï Voznessenski et Alexeï Kouznetsov) et fusillé le 18 décembre 1954 sur le site de l'actuel cimetière mémorial de Levachovo. Il paye ainsi, pour une bonne part, son rapprochement tardif avec Lavrenti Beria, lui-même arrêté et exécuté dans les mois ayant suivi la mort du dictateur.

### Sources bibliographiques
- Pavel Soudoplatov, Anatoli Soudoplatov, Jerrold Schecter et Leona Schecter, Missions spéciales : mémoires du maître-espion soviétique Pavel Soudoplatov, Paris, éd. du Seuil, 1994,  (ISBN 2020218453), chapitre « Notices biographiques », p. 591.